# La Trinité-Porhoët
La Trinité-Porhoët é uma comuna francesa na região administrativa da Bretanha, no departamento Morbihan. Estende-se por uma área de 12,69 km². Em 2010 a comuna tinha 691 habitantes (densidade: 54,5 hab./km²).